# Mirja Hietamies
Mirja Hietamies (n. 7 ianuarie 1931, Lemi, Vyborg Governorate⁠(d), Imperiul Rus – d. 14 martie 2013, Savitaipale, Carelia de Sud, Finlanda) a fost o schioară de fond ce a reprezentat Finlanda, medaliată olimpică. A participat la 2 ediții ale Jocurilor Olimpice (1952, 1956) în care a câștigat o medalie de aur și o medalie de argint.